# Велика Сосновка
Велика Сосно́вка (рос. Большая Сосновка, марій. Пӱнчысола) — присілок у складі Волзького району Марій Ел, Росія. Входить до складу Пет'яльського сільського поселення.

## Населення
Населення — 296 осіб (2010; 286 у 2002).
Національний склад (станом на 2002 рік):
- марі — 100 %